# Phyllanthus sellowianus

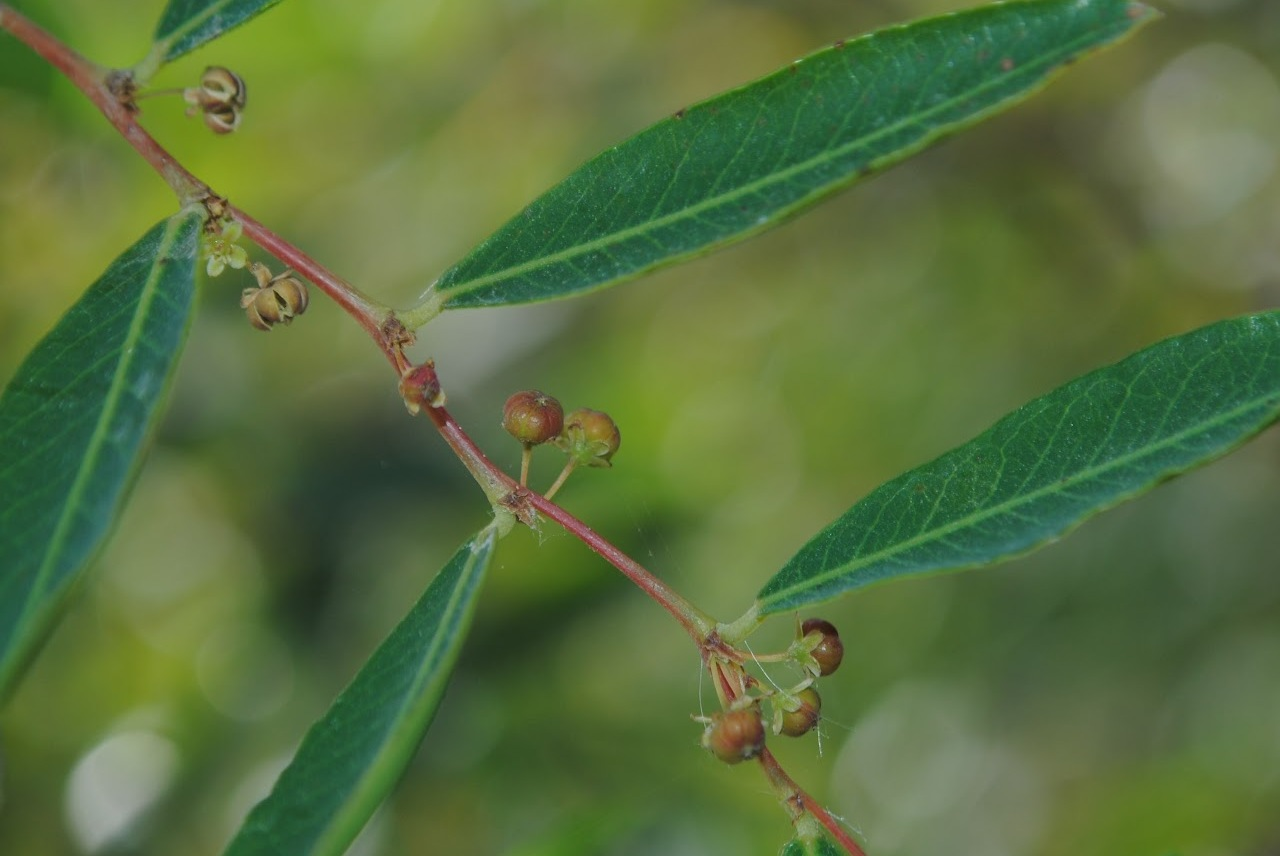
Phyllanthus sellowianus. Colonia, Nueva Helvecia, Suelo arenoso al margen del Río Rosario

El sarandí o sarandí blanco (Phyllanthus sellowianus) es un arbusto hidrófilo de la familia de las filantáceas. Puede alcanzar 2-3 m (raramente 7 m), de altura; glabro. El nombre de este planta proviene del guaraní «sarãndy», siendo «sarã» el nombre original de la planta y «-ndy» significando «grupo de...» una determinada especie vegetal.

## Descripción
Posee ramas superiores finas, flexibles, hojas lanceoladas, caducifolias, alternas, de 2-5 cm x 0,7 cm; flores diminutas, unisexuales, apétalas, 5-6 sépalos elípticos. Florece a fines de primavera; fructifica en verano. Fruto cápsula parduzco, de 3 mm de diámetro.

## Propiedades
Junto con Cephalanthus glabratus (Spreng.) K.Schum. el sarandí colorado, la decocción del leño se usa en tomas contra la diabetes. Y se comercializan juntos
con el sarandí blanco (Phyllantus sellowianus).

## Historia
El sarandí blanco en Candelaria (provincia de Misiones) tiene valor histórico pues fue lugar de descanso y meditación del Gral. Dr. Manuel Belgrano antes de cruzar el río Paraná rumbo al Paraguay con su expedición Libertadora de diciembre de 1810. Así ese ejemplar fue declarado monumento Histórico Nacional (Oderiz, M., 1999).
Da nombre a varios arroyos y poblaciones contiguas en Uruguay, por ejeplo Sarandí del Yí.

## Taxonomía
Phyllanthus sellowianus fue descrita por (Klotzsch) Müll.Arg. y publicado en Linnaea 32: 37. 1863.
Sinonimia

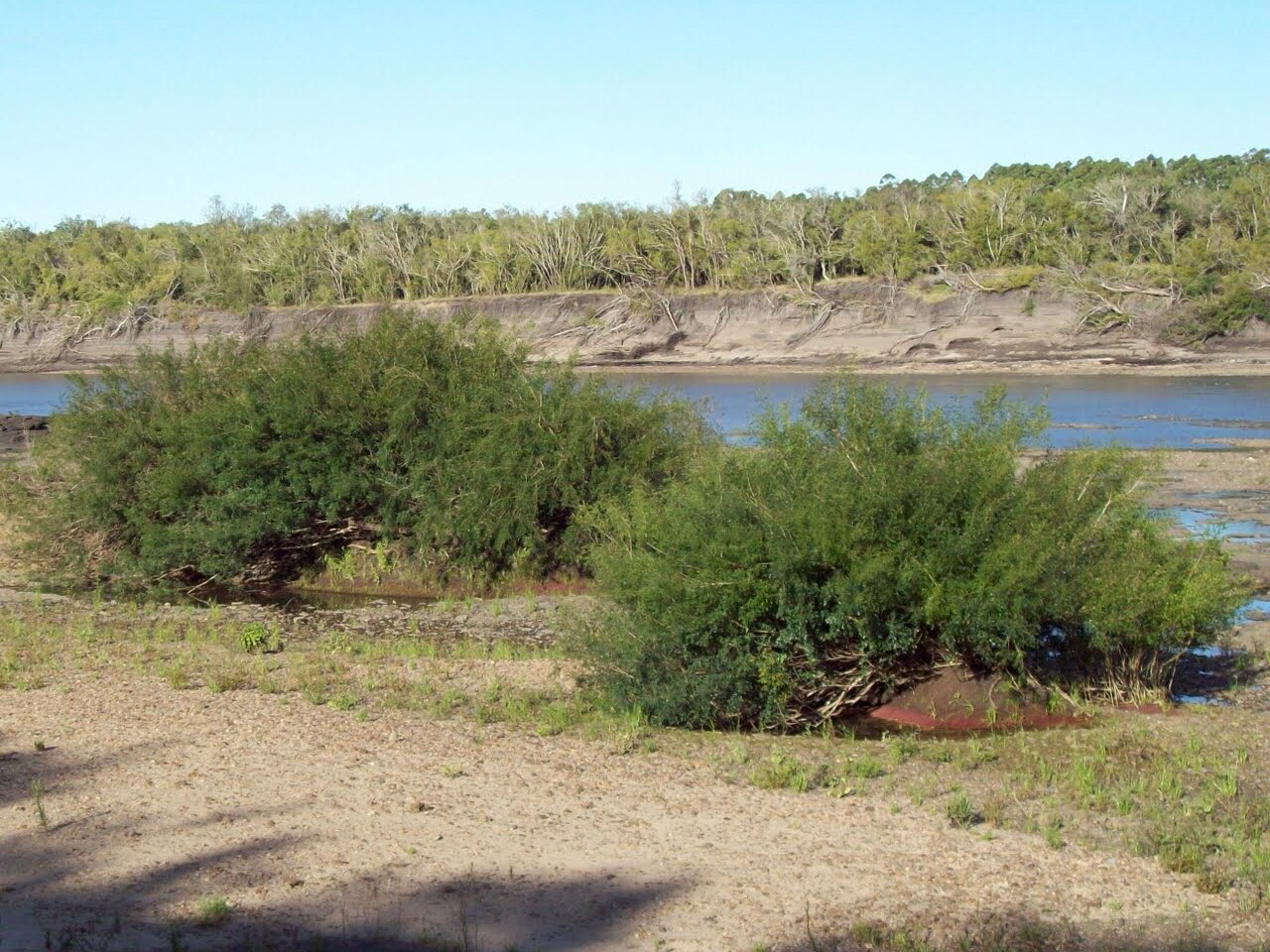
Phyllanthus sellowianus- Soriano, Represa de Palmar

- Asterandra sellowiana  Klotzsch  basónimo
- Diasperus sellowianus (Klotzsch) Kuntze
- Phyllanthus ziziphoides Baill. ex Gibert[2][3][4]

## Nombres comunes
- Castellano: sarandí o sarandí blanco. Proviene del guaraní «sarãndy», siendo «sarã» el nombre original de la planta y «-ndy» significando «grupo de...» una determinada especie vegetal.
- Guaraní: sarã, sarã morotĩ o para para'imi.